# Діаблінти

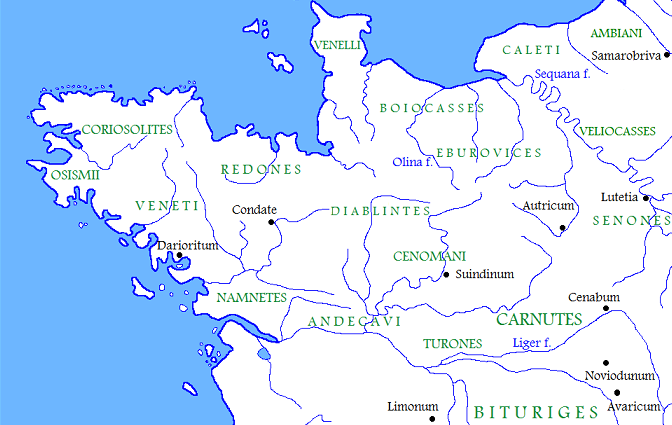
Діаблінти серед галльських племен Арморики у
I ст. до н.е.

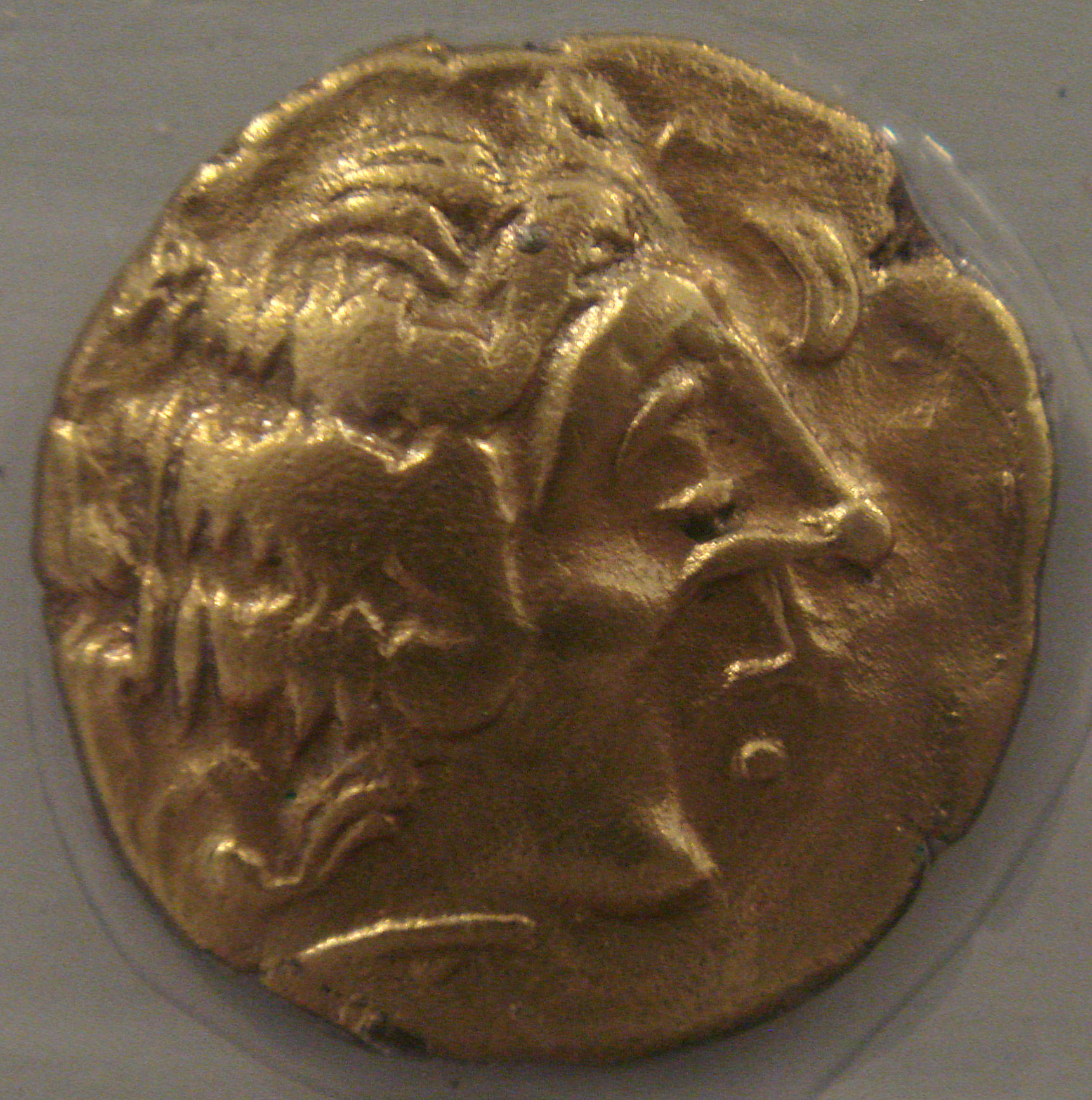
Бронзова монета діаблінтів, V-I ст. до н. е.

Діаблінти (лат. Diablinti, Diablintes, Diablintres; дав.-гр. Αὐλίρκιοι Διαβλίται) — кельтське плем'я, що жило в межиріччі Сени та Луари, в околицях сучасного департаменту Маєнн. Входили в групу племен авлерків.
За свідченням Цезаря, діаблінти приєднались до повстання галлів Арморики під проводом венетів 56-го року до н. е. Після поразки повстання, очевидно були остаточно підкорені римлянами.
Плем'я, вочевидь, заселяло невелику територію. Серед розкопок доримського періоду, з племенем пов'язують залишки опідума Муле, покинутого за римського панування. У II столітті н. е. Птолемей називає їх головним містом Noeodunum(Noiodunum). В Notitia Dignitatum, документі початку V століття, серед міст північної Галлії значиться Civitas Diablintum. Сучасні дослідження вказують, що обидві ці назви стосуються великого галло-римського поселення, руїни якого розкопані поблизу сучасного Жублена.